# Fun!Fan!Fun! Yuiグラフィティ
『Fun!Fan!Fun! Yuiグラフィティ』（ファン!ファン!ファン! ユイ・グラフィティ）は浅香唯の3作目のミュージック・ビデオ。1989年（昭和64年）1月1日にマイカルハミングバードからリリースされた。

## 解説
- 『ONLY YUI』『Candid Girl -浅香唯 in Australia-』の未発表部分、レコーディング風景、コンサート映像などを含めた、浅香唯のヒストリー的ビデオ。
- このビデオには市販版とファンクラブ限定版が存在する。後者には、冒頭に浅香からファンクラブ会員へのメッセージ、また「Believe Again」に代わり「STAR」が特別編集で収録されている。
- 2010年7月7日に発売されたCD-BOX『紙ジャケットCD-BOX』に、BOX限定特典DVDとして収納された。

## 収録曲

### 市販版
Fun!Fan!Fun! Yuiグラフィティ
1. C-Girl
2. YuiグラフィティI （「10月のクリスマス」 Inst.）
3. Believe Again
4. YuiグラフィティII （「10月のクリスマス」 Inst.）
5. セシル
6. レコーディング風景（「トライアル」） 〜Ending （「Forever」 Inst.）

### ファンクラブ限定版
Fun!Fan!Fun! Yuiグラフィティ（ファンクラブ・スペシャル）
1. 浅香唯よりファンクラブの会員へメッセージ
2. C-Girl
3. YuiグラフィティI （「10月のクリスマス」 Inst.）
4. STAR
5. YuiグラフィティII （「10月のクリスマス」 Inst.）
6. セシル
7. レコーディング風景（「トライアル」） 〜Ending （「Forever」 Inst.）